# Ucieczka z Los Angeles
Ucieczka z Los Angeles (ang. Escape from Los Angeles) – amerykański film sci-fi w reżyserii Johna Carpentera z 1996. Sequel filmu Ucieczka z Nowego Jorku (1981).

## Opis fabuły
Los Angeles i okolice zostają zniszczone przez trzęsienie ziemi. Teren ten staje się strefą zamkniętą, do której zsyła się kryminalistów. Z deportowanych niemoralnych osób rośnie szybko duża armia. Władzę nad nimi przejmuje Cuervo Jones (Georges Corraface). Jest tam również Utopia. Wywozi ona z Waszyngtonu klucz do tajnej broni zagłady i przyłącza się do Jonesa.

## Obsada
- Kurt Russell – Snake Plissken
- Steve Buscemi – Eddie
- Peter Fonda – Pipeline
- Cliff Robertson – Prezydent
- Valeria Golino – Taslima
- Stacy Keach – komandor Malloy
- Pam Grier – Hershe Las Palmas
- Bruce Campbell – Chirurg z Beverly Hills
- Georges Corraface – Cuervo Jones
- Michelle Forbes – Brazen
- A. J. Langer – Utopia
- Peter Jason – zastępca sierżanta
- Paul Bartel – Kongresmen
- Jeff Imada – Saigon Shadow
- Breckin Meyer – Surfer
- Robert Carradine – Skinhead
- Leland Orser – Test Tube

## Ścieżka dźwiękowa
- AllMusic: [4]

1. „Dawn” – Stabbing Westward
2. „Sweat” – Tool
3. „The One” – White Zombie
4. „Cut Me Out” – Toadies
5. „Pottery” – Butthole Surfers
6. „10 Seconds Down” – Sugar Ray
7. „Blame (L.A) Remix” – Gravity Kills
8. „Professional Widow” – Tori Amos
9. „Paisley” – Ministry
10. „Fire in the Hole” – Orange 9mm
11. „Escape from the Prison Planet” – Clutch
12. „Et Tu Brute?” – CIV
13. „Foot on the Gas” – Sexpod
14. „Can't Even Breathe” – Deftones

## Nagrody i nominacje

### Nagrody Saturn 1996
- Najlepszy film SF (nominacja)
- Najlepsze kostiumy (nominacja)